# Chelicerca spiculata
Chelicerca spiculata är en insektsart som beskrevs av Ross 2003. Chelicerca spiculata ingår i släktet Chelicerca och familjen Anisembiidae.
Artens utbredningsområde är Peru. Inga underarter finns listade i Catalogue of Life.